# 圆稈珍珠茅
圆稈珍珠茅（学名：Scleria harlandii）为莎草科珍珠茅属下的一个种。

## 扩展阅读
- 維基物種上的相關：圆稈珍珠茅